# Fuentelmonge
Fuentelmonge es un municipio y localidad española de la provincia de Soria, en la comunidad autónoma de Castilla y León. El término municipal tiene una población de 61 habitantes (INE 2024). 

## Geografía
El municipio se encuentra enclavado en la comarca soriana de Las Vicarías y en el partido judicial de Almazán. Desde el punto de vista jerárquico de la Iglesia católica forma parte de la diócesis de Osma la cual, a su vez, está englobada en la provincia eclesiástica de Burgos.
En su término e incluidos en la Red Natura 2000 se encuentra la zona especial protección de aves conocida como Monteagudo de las Vicarías ocupando 3977 hectáreas, el 26 % de su término.

## Historia
Se supone que sus orígenes datan de entre 1250 a 1280, aunque los primeros datos fidedignos de su existencia proceden del censo realizado en 1530, en el que figuraba con 108 vecinos; de 1588 se conservan los primeros libros parroquiales de bautizos. 
A la caída del Antiguo Régimen la localidad se constituye en un  municipio constitucional, entonces conocido como Fuentelmonge en la región de Castilla la Vieja, partido de Almazán que en el censo de 1842 contaba con 152 hogares y 604 vecinos.

## Demografía
Cuenta con una población de 61 habitantes (INE 2024).
| Gráfica de evolución demográfica de Fuentelmonge entre 1842 y 2021 |
| |
| Población de derecho según los censos de población del INE Población de hecho según los censos de población del INEEn estos censos se denominaba Fuenteelmonje: 1842, 1857, 1897, 1900, 1910, 1920, 1930, 1950 y 1960 |

## Patrimonio

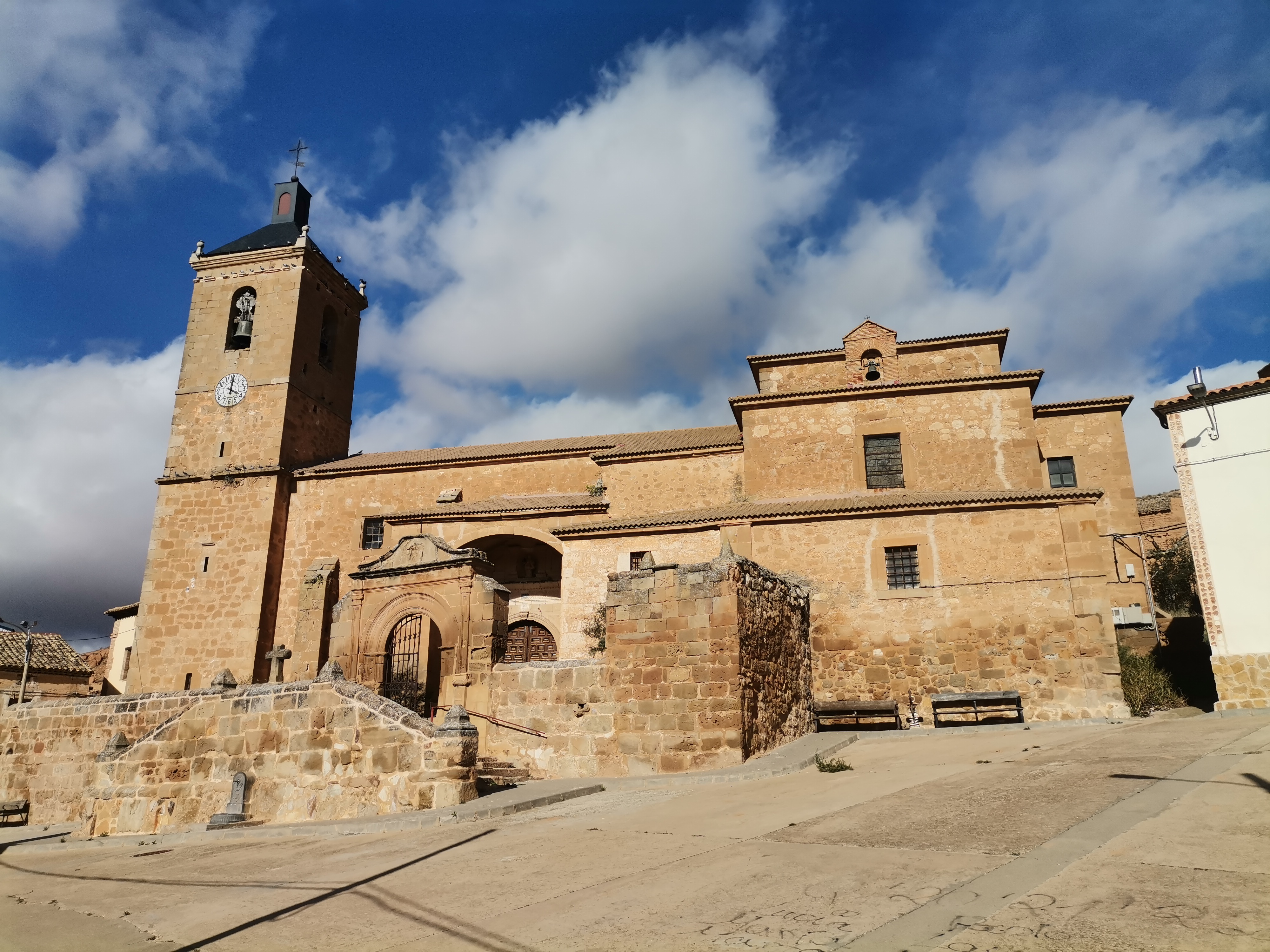
Iglesia de Nuestra Señora de la Romerosa de Fuentelmonge

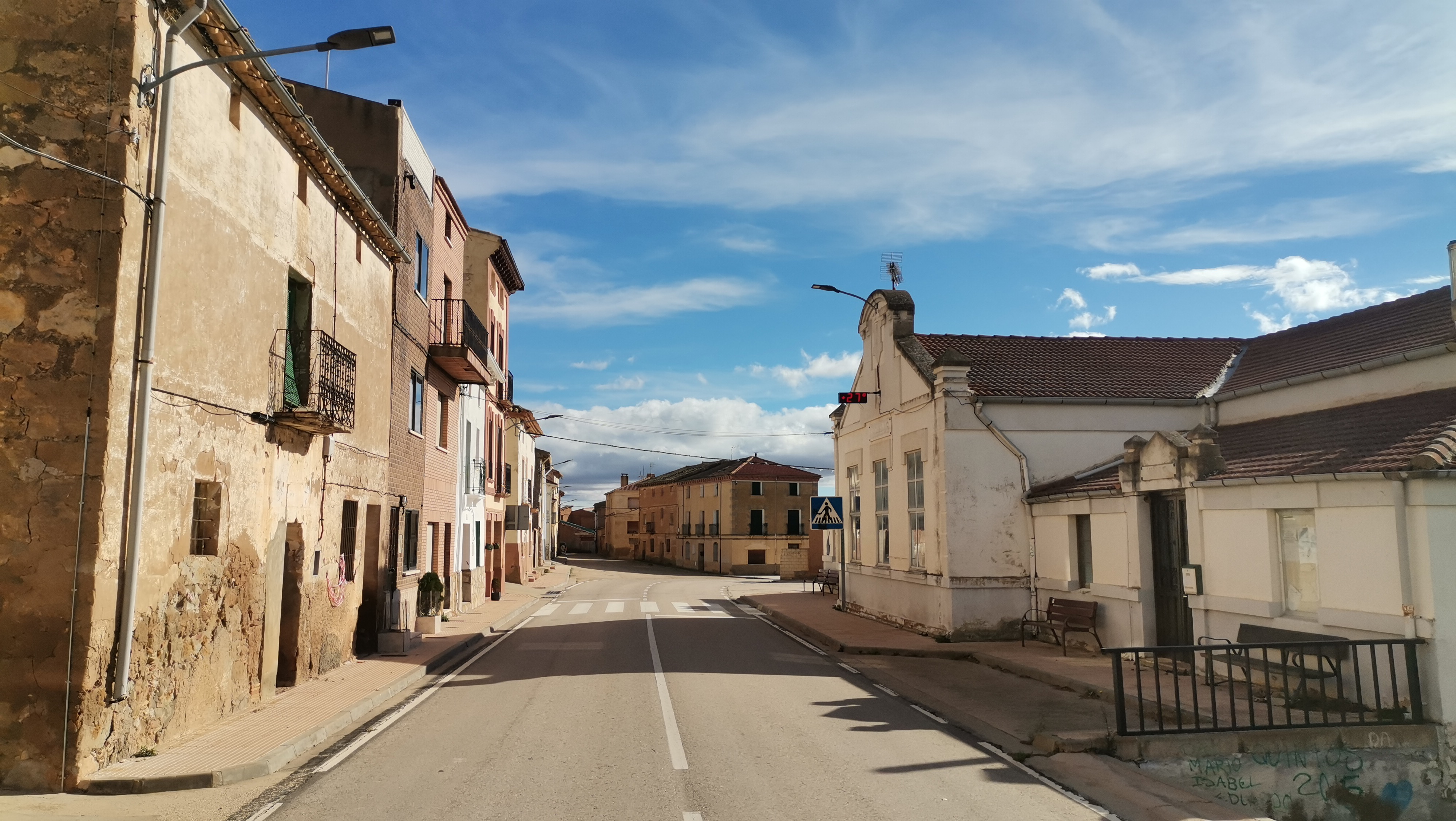
Fuentelmonge

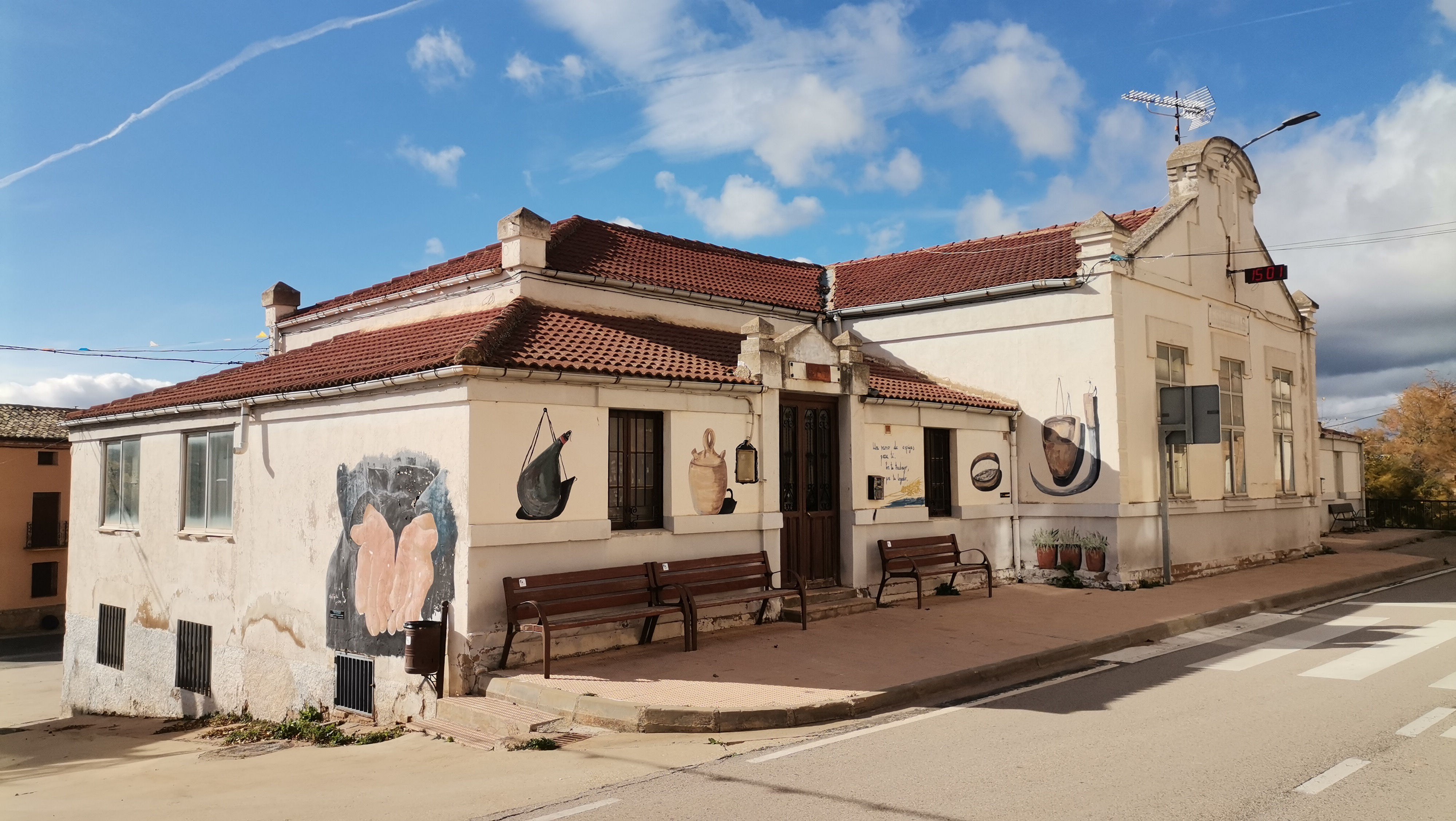
Casa consistorial de Fuentelmonge, antiguas escuelas

- Iglesia de Nuestra Señora de la Romerosa, de grandes proporciones y construida en los siglos XVII-XVIII.
- Ermita de Santa Ana.
- Monasterio de Santa María de Cántabos.

## Fiestas
Con el programa "Que tu pueblo siga vivo", los gallardos (habitantes de Fuentelmonge) organizan una semana cultural anual que incluye todo tipo de actividades para cualquier edad: 
- Concurso gastronómico 
- Taller de arcilla
- Cena + Verbenas
- Remojón fin de fiestas en la piscina 
- Disfraces
- Juegos infantiles 
- Parque infantil
- Gymkana infantil
- Gymkana adultos
- Campeonato de fútbol
- Campeonato de frontenis 
- Campeonato de tanguilla 
- Campeonatos de cartas
- Campeonato de futbolín 
- Campeonato de dardos 	
- Campeonato de pin-pon
- Entrega de trofeos